# 디즈니 XD
디즈니 XD(Disney XD)는 월트 디즈니 컴퍼니의 자회사인 디즈니 브랜디드 텔레비전이 운영하는 미국의 유료 텔레비전 네트워크다. 자체 제작 시리즈와 디즈니 채널, 디즈니 주니어, 디즈니+의 시리즈, 일본 애니메이션 시리즈를 방영한다.

## 과거 블록 타임 편성
- 마블 유니버스(Marvel Universe) – 토요일 오후 8시에서 11시까지 마블 애니메이션에서 제작한 시리즈를 방송하는 블록 편성이다. 얼티밋 스파이더맨을 첫 번째로 방송하면서 2012년 4월 1일에 시작하였다.
- 랜더메이션 애니메이션(Randomation Animation) – 2013년 7월 13일에 시작하여 토요일 오전 8시 30분부터 11시까지 방송된 아침 블록 편성이다. 《Packages from Planet X》과 《오싹 비명 캠프》, 《Max Steel》, 《닌자보이 랜디》, 《Phineas and Ferb Musical Cliptastic Countdown》을 방송하였다.[1]

## 해외 방송
| 시장           | 개국일           | 폐국일          | 피드                                                                                         | 비고                                                           |
| -------------- | ---------------- | --------------- | -------------------------------------------------------------------------------------------- | -------------------------------------------------------------- |
| 프랑스         | 2009년 4월 1일   | 2020년 4월 7일  | 프랑스, 벨기에, 스위스, 프랑스어권 아프리카                                                  |                                                                |
| 라틴 아메리카  | 2009년 7월 3일   | 2022년 4월 1일  |                                                                                              |                                                                |
| 일본           | 2009년 8월 1일   | 2021년 1월 31일 |                                                                                              |                                                                |
| 영국           | 2009년 8월 31일  | 2020년 10월 1일 | 아일랜드                                                                                     |                                                                |
| 스칸디나비아   | 2009년 9월 12일  | 2021년 1월 1일  | 덴마크, 핀란드, 스웨덴, 노르웨이, 아이슬란드, 라트비아, 에스토니아, 리투아니아               |                                                                |
| 스페인         | 2009년 9월 18일  | 2020년 4월 1일  | 안도라, 적도 기니                                                                            |                                                                |
| 폴란드         | 2009년 9월 19일  | 운영 중         |                                                                                              |                                                                |
| 이탈리아       | 2009년 9월 28일  | 2019년 10월 1일 |                                                                                              |                                                                |
| 그리스         | 2009년 10월 3일  | 2021년 2월 1일  | 그리스, 키프로스                                                                             |                                                                |
| EMEA           | 2009년 10월 3일  | 2021년 2월 1일  | 터키, 세르비아, 크로아티아, 보스니아, 슬로베니아, 북마케도니아, 몬테네그로, 코소보, 알바니아 |                                                                |
| EMEA           | 2009년 10월 3일  | 2021년 2월 1일  | 중동과 북아프리카                                                                            |                                                                |
| EMEA           | 2011년 5월 12일  | 2020년 10월 1일 | 사하라 이남 아프리카                                                                         |                                                                |
| 독일           | 2009년 10월 18일 | 2020년 4월 1일  | 독일, 스위스, 오스트리아                                                                     |                                                                |
| 네덜란드       | 2010년 1월 1일   | 운영 중         | 네덜란드, 수리남                                                                             | 베로니카 TV와 채널을 공유해 14시간 방송됨.                     |
| 네덜란드       | 2010년 6월 1일   | 2018년 8월 1일  | 네덜란드, 벨기에, 룩셈부르크                                                                 | 24시간 방송되던 채널.                                          |
| 캐나다         | 2011년 6월 1일   | 2015년 10월 9일 |                                                                                              | 코러스 엔터테인먼트의 채널 인수 후 패밀리 차지드로 리브랜딩됨. |
| 캐나다         | 2015년 12월 1일  | 운영 중         |                                                                                              |                                                                |
| 동남아시아     | 2012년 9월 15일  | 2021년 1월 1일  | 말레이시아, 브루나이                                                                         |                                                                |
| 동남아시아     | 2013년 10월 19일 | 2021년 1월 1일  | 인도네시아                                                                                   |                                                                |
| 동남아시아     | 2013년 3월 16일  | 2020년 6월 1일  | 싱가포르                                                                                     |                                                                |
| 동남아시아     | 2013년 10월 19일 | 2021년 1월 1일  | 태국                                                                                         |                                                                |
| 동남아시아     | 2014년 6월 1일   | 2021년 1월 1일  | 필리핀                                                                                       |                                                                |
| 동남아시아     | 2013년           | 2016년          | 방글라데시                                                                                   |                                                                |
| 오스트레일리아 | 2014년 4월 10일  | 2019년 1월 6일  | 오스트레일리아, 뉴질랜드                                                                     |                                                                |
| 인도           | 2009년 11월 14일 | 2019년 1월 9일  | 인도, 스리랑카, 몰디브, 네팔, 부탄                                                           | 마블 HQ로 리브랜딩됨.                                          |
| 인도           |                  | 2013년          | 방글라데시                                                                                   | 방글라데시 정부가 송출을 차단함.                               |
| 이스라엘       | 2018년 1월 1일   | 2018년 2월 1일  | 핫(הוט)에서 임시로 운영함.                                                                   |                                                                |

## 같이 보기
- 디즈니 채널
- 툰 디즈니
- 제틱스